# Astartea
Astartea es un género de plantas perteneciente a la familia Myrtaceae. Nativas de Australia,
Son especies arbustivas, raramente árboles. Las hojas pequeñas son opuestas y con peciolos cortos. Son aromáticas debido a sus aceites esenciales. Se reproducen a través de flores hermafroditas y por la polinización a través de los insectos. Los frutos son cápsulas con 2-3 compartimentos.

## Taxonomía
El género fue descrito por Augustin Pyrame de Candolle y publicado en Prodromus Systematis Naturalis Regni Vegetabilis 3: 210. 1828.
Etimología
Astartea: nombre genérico que deriva de Astarté, diosa Siria identificada con la diosa Venus, de hecho estas plantas eran dedicadas a Venus.

## Especies
- Astartea affinis (Endl.) Rye
- Astartea ambigua F.Muell.
- Astartea arbuscula (R.Br. ex Benth.) Rye
- Astartea astarteoides (Benth.) Rye
- Astartea clavulata Turcz.
- Astartea fascicularis (Labill.) A.Cunn. ex DC.
- Astartea glomerulosa Schauer
- Astartea heteranthera C.A.Gardner
- Astartea laricifolia Schauer